# Sel de fonte
Un sel de fonte est un additif alimentaire utilisé comme émulsifiant, notamment pour rendre le fromage plus crémeux en facilitant le mélange des protéines du lait avec l'eau.

## Description
D'après la définition du Codex alimentarius, les sels de fonte sont une catégorie des « additifs alimentaires qui réarrangent les protéines du fromage lors de la fabrication du fromage fondu, de manière à empêcher la séparation des graisses ». 
L'acide citrique (E 330), le citrate de sodium (E 331), le phosphate de potassium (E 340) et le polyphosphate (E 452) peuvent être utilisés comme sels de fonte. Ils sont vendus sous différentes formes et combinaisons en fonction de leurs usages.  

## Utilisation
Les sels de fonte jouent sur la texture, et éventuellement la couleur et la flaveur des fromages. En fonction de leur nature, de leur concentration et du pH opératoire, ils influencent le taux de peptisation des fromages.